# Nooksack River
Der Nooksack River ist ein 120 km langer Fluss im Nordwesten des US-Bundesstaates Washington.
Er entwässert einen Teil der Kaskadenkette um den Mount Baker an der Grenze zu Kanada. Der Fluss durchfließt an seinem Unterlauf ein fruchtbares, landwirtschaftlich genutztes Gebiet, bevor er sich in die Bellingham Bay ergießt, die über die Juan-de-Fuca-Straße und die Straße von Georgia mit dem Pazifischen Ozean verbunden ist.
An seinem Oberlauf wird der Fluss durch einen südlichen, einen mittleren und einen nördlichen Quellfluss (englisch Fork) gebildet, wobei der nördliche oft zum Hauptfluss dazugerechnet wird. Zusammen mit dem nördlichen Quellfluss hat der Nooksack River eine Länge von 120 km. Alle drei haben ihren Ursprung in der Umgebung des Mount Baker.

## Lauf
Der Nooksack River entsteht aus drei Quellflüssen:

### North Fork
Der nördliche Quellfluss, der North Fork Nooksack River, entspringt im Zentrum des Whatcom County nördlich des Mount Shuksan im westlichen Teil des North Cascades National Park. Er fließt allgemein westwärts, passiert Mount Baker nördlich. Die Washington State Route 542 folgt den größten Teil des Flusses.
Bei Nooksack Falls durchfließt der North Fork ein enges Tal und fällt dann fast 30 m in einen Felsencanyon hinab. Auf seinem weiteren Weg nach Westen sammelt der Arm das Wasser verschiedener Zuflüsse – zu diesen gehören Wells Creek, Glacier Creek und Canyon Creek –, bevor sich der Fluss für kurze Zeit nach Süden wendet. Binnen weniger Kilometer münden South und Middle Fork ein. Ab der Einmündung des Middle Fork wird der Fluss allgemein Nooksack River genannt. Der South Fork verbindet sich bei Deming im Reservationsgebiet der Nooksack.

### Middle Fork
Der mittlere Quellfluss, der Middle Fork Nooksack River, ist etwa 32 km lang und hat seinen Ursprung an der Südflanke des Mount Baker bei Baker Pass. Er folgt einem stetigen nordwestlichen Kurs zwischen Mount Baker und Twin Sisters Mountain hindurch.

### South Fork
Der etwa 80 km lange südliche Quellfluss, der South Fork Nooksack River, entspringt im Süden des Whatcom County, östlich des Twin Sisters Mountain in der Nähe des Lake Wiseman am Bell Pass. Dieser Quellfluss fließt zunächst kurz nach Süden und erreicht das Skagit County, bevor er sich nach Nordwesten und dann nach Norden wendet, ins Whatcom County zurückgelangt und an Acme vorbeifließt.

### Nooksack River
Nach der Vereinigung aller drei Quellflüsse fließt der Nooksack River nordwestwärts aus den Bergen heraus und passiert Everson und Lynden, wonach er nach Südwesten schwenkt und bei Ferndale schließlich nach Süden, um am Nordufer der Bellingham Bay im Reservat der Lummi etwa 5 km westlich von Bellingham ins Meer zu münden.

## Änderungen am Flusslauf
In der Nähe der Quellen und bei Nooksack Falls treibt der Fluss einige Wasserkraftanlagen an. Der Middle Fork wird auch gestaut, um für die Stadt Bellingham Trinkwasser abzuleiten.
Ausgangs des 19. Jahrhunderts floss der Großteil des Flusswassers über das Bett des heutigen kurzen Lummi River in die Lummi Bay, die nordwestlich der Bellingham Bay liegt. Ungefähr zur Zeit der Jahrhundertwende verstopften die Stämme eines Floßes diesen schmalen Kanal und zwangen den Fluss, sich ein anderes Bett zu suchen. Die Bildung eines neuen Flussdeltas war Gegenstand wissenschaftlicher Untersuchungen hinsichtlich der neuen Feuchtgebiete, während das frühere Delta an der Lummi Bay heute nur noch bei Hochwasser überflutet wird.

## Hydrographie
Der United States Geological Survey betreibt in Ferndale einen Pegel. Die durchschnittliche jährliche Abflussmenge beträgt dort 108 m³/s. Der höchste aufgezeichnete Wert war 1370 m³/s am 10. November 1990, die niedrigste Wassermenge von 13 m³/s wurde am 26. Oktober, sowie 9. und 10. November 1987 gemessen.